# Cratere Stege
Stege  è un cratere sulla superficie di Marte.